# Johann Friedrich Karg von Bebenburg

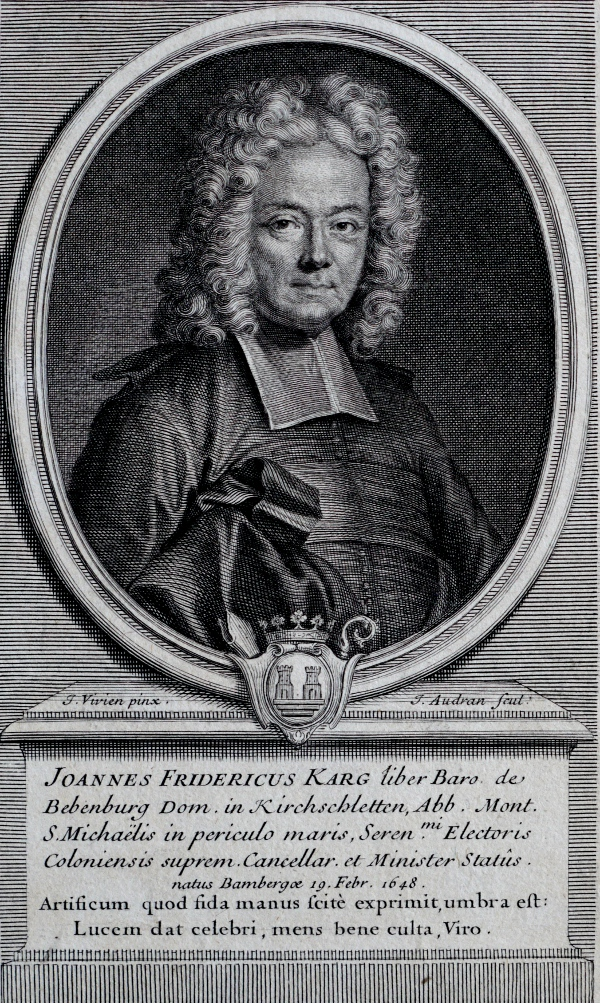
Johann Friedrich Ignaz Karg Freiherr von Bebenburg

Johann Friedrich Ignaz Karg Freiherr von Bebenburg (* 21. Februar 1648 in Bamberg; † 30. November 1719 in Bonn) war Kurkölnischer Obristkanzler und Premierminister.

## Leben und Wirken
Nach seiner Schulzeit begann Karg von Bebenburg im Jahre 1664 zunächst das Studium der Philosophie an der Universität Bamberg, das er bereits 1666 mit dem Doktortitel abschloss. Er wechselte anschließend zur Universität Rom, um dort Theologie zu studieren. Nachdem er 1668 auch auf diesem Fachgebiet seinen Doktortitel erworben hatte, folgte noch das Studium beider Rechte an den Universitäten Prag und Padua mit dem Abschluss eines Dr. jur. utr. im Jahre 1676. Zwischenzeitlich wurde Karg von Bebenburg 1672 zum Priester geweiht sowie zum Geistlichen Rat des Fürstbischofs von Bamberg und Würzburg, Peter Philipp von Dernbach (1619–1683), befördert. Nach Dernbachs Tod berief ihn der Kurfürst Max II. Emanuel von Bayern (1662–1726) zum Geistlichen Ratsdirektor und zum Dechanten der Frauenkirche in München.
Seine diplomatischen Fähigkeiten bewies Karg, als er sich bereits ab 1683 für die Wahl des Bruders des Kurfürsten, Prinz Joseph Clemens von Bayern (1671–1723) zum Koadjutor in Regensburg und Freising einsetzte, obwohl dieser noch minderjährig war. Als Karg von Bebenburg 1688 als Legat im Auftrag des Kaisers Leopold I. (1640–1705) beim Papst Innozenz XI. (1611–1689) aufgenommen worden war, war es wiederum seinen Bemühungen zu verdanken, dass Joseph Clemens nach seiner Wahl am 19. Juli 1688 zum Erzbischof von Kurköln durch den Papst bestätigt wurde. Zuvor hatte nach dem Tod des Kölner Kurfürsten Maximilian Heinrich von Bayern (1621–1688) zunächst zwar dessen Koadjutor Wilhelm Egon von Fürstenberg (1629–1704) damit gerechnet, als Nachfolger in dieses Amt gewählt zu werden, erhielt auch zwei Stimmen mehr als Joseph Clemens, aber es waren zu wenige für die erforderliche Zwei-Drittel-Mehrheit. Trotzdem bemächtigte sich von Fürstenberg mithilfe der Franzosen dieses Amtes, wurde aber vom Papst nicht anerkannt. Durch diplomatisches Geschick seitens Johann Friedrich Kargs von Bebenburg gelang es schließlich, das Domkapitel umzustimmen und die nachfolgende Bewerbung Wilhelm Egons von Fürstenberg in Lüttich zu verhindern. Nun war also der Weg für die Wahl des Joseph Clemens von Bayern zum Kurfürsten und Erzbischof frei und dieser dankte nach seiner Proklamation Karg für dessen Bemühungen durch seine Ernennung zum Staatsminister. Dieser gesamte Vorgang zählt historisch mit zu den auslösenden Faktoren für den folgenden Pfälzer Erbfolgekrieg (1688–1697). Durch diese Kriegsumstände bedingt, konnte Joseph Clemens sein neues Domizil nicht antreten und blieb vorerst in Bayern. Auch Karg von Bebenburg, noch in Köln, konnte das Vorgehen der Franzosen und das Bombardement rheinischer Städte nicht verhindern, ebenso wenig wie die immer noch vorhandenen Ressentiments im Domkapitel.
Schließlich wurde Karg im Jahre 1690 nach München berufen, um Joseph Clemens bei seinen weiteren expansiven Plänen wie der Koadjutorschaft in Hildesheim und in Lüttich beizustehen. Am 2. Februar 1694 wurde Karg zum Kanzler des Geheimrates ernannt und er konnte nun endlich, nachdem sich die Kriegszustände im Rheinland vorerst beruhigt hatten, in Bonn die vorgesehene Regierungsmannschaft zusammenstellen. Dazu beförderte ihn der Kurfürst im Jahre 1698 zum Oberstkanzler und bestätigte auch seine Nobilitierung zum Reichsfreiherrn. Im Rahmen des Spanischen Erbfolgekrieges nahm der Kurfürst aber Partei für die Seite des Ludwig XIV. von Frankreich (1638–1715), um im Rheinland in Ruhe regieren zu können und auch finanzielle Unterstützung zu erhalten. Hierzu unterschrieb Karg in dessen Auftrag am 13. Februar 1701 in Brüssel das Geheimbündnis mit Frankreich und ließ auch zu, dass im Gegenzug französische Truppen im Rheinland stationiert werden durften.
Jetzt allerdings erging es Karg von Bebenburg und seinem Fürstbischof genauso wie 12 Jahre zuvor Wilhelm Egon von Fürstenberg und sie waren dazu gezwungen, auf Grund einer Allianz antifranzösischer und kaisertreuer Truppen, die das Niederrhein- und Maasgebiet eroberten, 1702 ins Exil nach Frankreich zu flüchten. Karg blieb auch im Exil treuer Berater und Begleiter des Kurfürsten und seines Bruders Maximilian Emanuel. Für die Unterstützung Ludwigs XIV. wurde Karg im Jahre 1703 mit der Abtei Mont-Saint-Michel beliehen, ohne allerdings kirchliche Pflichten dabei übernehmen zu müssen.
Nach Jahren des Exils unter anderem in Namur, Lille und Valenciennes trat Johann Friedrich Karg von Bebenburg nun erst wieder im Jahre 1713 beim Frieden von Utrecht genauso wie 1714 beim anschließenden Frieden von Baden und Frieden von Rastatt als Delegierter, Verhandlungspartner und Mit-Unterzeichner in Erscheinung. Jetzt war ab 1715 der Weg erneut für ihn frei, um seine Amtsgeschäfte in Köln wieder aufzunehmen, nachdem nun auch die niederländischen Truppen dieses Gebiet verlassen hatten. Bis zu seinem Tode im Jahre 1719 verblieb Johann Friedrich Karg von Bebenburg in seinem Amt und war dabei als ein überzeugter Vertreter des fürstlichen Absolutismus sowie des Jansenismus immer wieder in heftige Auseinandersetzungen mit dem Domkapitel und den Ständen verstrickt.
In all den Jahren blieb ihm trotz der vielen Unruhen immer wieder Zeit, zahlreiche geschätzte aber auch provozierende Publikationen herauszugeben, welche zusätzlich zu seiner gesamten umfangreichen Privatbibliothek später von dem Aachener Journalisten und Zeitungsverleger Peter Josef Franz Dautzenberg (1769–1828) aufgekauft wurden und anschließend in den Bestand der Stadtbibliothek Aachen mit einflossen.

## Werke (Auswahl)
- Friedreiche Gedanken über die Religions-Vereinigung in Teutschland aus dem Wort Gottes, Concilis, Patribus, Kirchenhistorie zusammengetragen; Würzburg 1679
- pax religiosa seu de exemtionibus et subjektionibus religiosorum opusc.; Würzburg 1680
- feciacis pacis rel.; Bamberg 1683
- Isagoge parascevattica succinctam meditandi methodum utrusque testamenti. Conc trident. Et status ecclesiast notiam continens ad usum conferentiarum cleri Bamberg. et Herpibol; Würzburg, 1683
- Diss. sopra I concilii Romani di Giov. VIII.; Rom 1686
- Diss. Theol. ad constitute. Greg. P. de immunitate locali ecclesiarum seu de jure sacri asyli; Köln 1690
- Erotemata mixtimque problemata juris can. et civ. illustria una cum XIII dissertationibus ad utrumque jus proemalibus; Rom, 1728, posthum